# Robert Kok

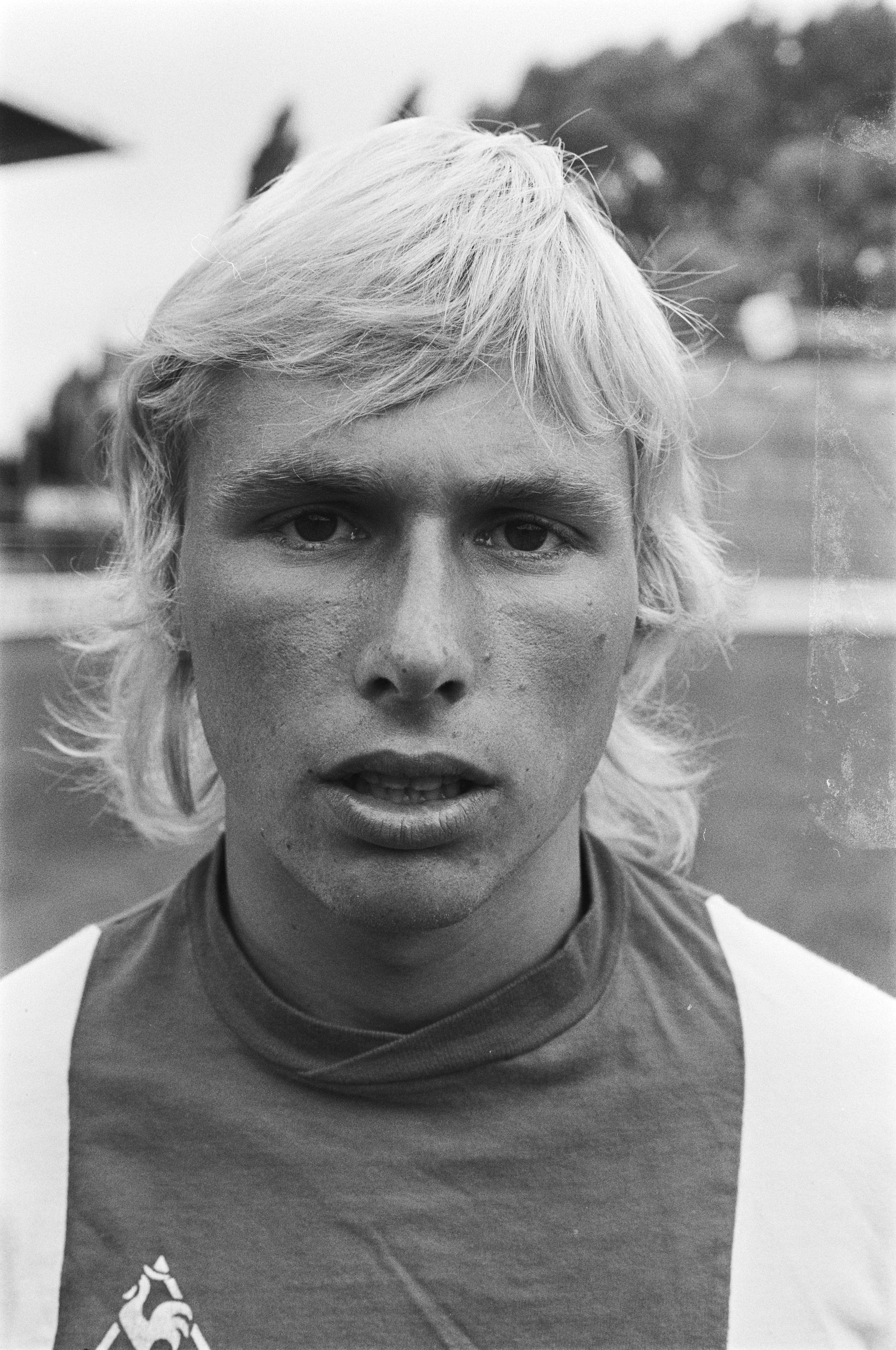
Rob Kok in 1976

Robert Christiaan (Rob) Kok (Amsterdam, 20 juni 1957) is een Nederlands voormalig voetballer die als aanvaller speelde.
Kok begon zijn loopbaan bij AFC Ajax waarvoor hij op 11 december 1974 enkele minuten voor het einde van de wedstrijd als invaller voor Arnold Mühren debuteerde in de thuiswedstrijd om de UEFA Cup tegen Juventus. In 1977 ging hij naar België, waar hij speelde voor Boom FC en K. Lierse SK. In 1979 ging hij naar Zwitserland, waar hij speelde voor FC Lausanne-Sport, Servette FC en FC Zürich voordat hij in de zomer van 1992 zijn loopbaan bij FC Basel besloot.
In het seizoen 1980/81 werd hij als speler van Lausanne-Sport uitgeroepen tot beste buitenlandse speler in Zwitserland.

## Erelijst
Servette FC
- Zwitsers landskampioen

1985